# Federação de Futebol do Distrito Federal
A Federação de Futebol do Distrito Federal  é a entidade máxima de futebol no Distrito Federal, Brasil, e representa os seus clubes na Confederação Brasileira de Futebol (CBF). A entidade é presidida por Daniel Vasconcelos, desde 2017, que assumiu a presidência após a renúncia do titular, Erivaldo Alves. 

## História
A instituição foi fundada em 1959 com o nome de Federação Desportiva de Brasília (FDB). Em 1971, os clubes aprovaram o novo nome da entidade para Federação Metropolitana de Futebol (FMF). Eis que em 2004, representantes de cinco clubes editaram o Estatuto da entidade e dentre algumas revisões decidiram pela nova denominação: Federação Brasiliense de Futebol (FBF). A última alteração do nome da entidade aconteceu em novembro de 2015, quando se chegou ao atual nome de Federação de Futebol do Distrito Federal (FFDF).

## Lista de presidentes
Lista a completar:
- Fábio Simão
- Jozafá Dantas
- Erivaldo Alves
- Daniel Vasconcelos, 2017 - atual

## Campeonatos
A Federação de Futebol do Distrito Federal organiza ou organizou as seguintes competições:
- Candango Série A
- Candango Série B
- Candango Série C (2006-2009)
- Candango Feminino
- Candango Sub-20
- Candango Sub-17
- Candango Sub-15

## Rankingda CBF
A Confederação Brasileira de Futebol produz um sistema de classificação dos clubes de futebol do país vigente desde 2013, denominado Ranking da CBF com uma versão para os clubes especificamente (Ranking Nacional de Clubes) e outra para as federações estaduais a partir dos clubes a elas filiados (Ranking Nacional das Federações).
Futebol Masculino
Ranking de clubes atualizado em 19 de novembro de 2022:
| Pos. | Comparação | Clube         | Pontos | Brasileirão 2023 | Candango 2024 |
| ---- | ---------- | ------------- | ------ | ---------------- | ------------- |
| 61°  | (2)        | Brasiliense   | 1.833  | Série D          | Série A       |
| 91°  | (78)       | Ceilândia     | 821    | Série D          | Série A       |
| 116° | (20)       | Gama          | 520    | Sem divisão      | Série A       |
| 200° | (21)       | Sobradinho    | 132    | Sem divisão      | Série B       |
| 214° | (13)       | Real Brasília | 100    | Sem divisão      | Série A       |

Ranking de federações atualizado em 19 de novembro de 2022:
| Pos. | Comparação | Federação | Pontos |
| ---- | ---------- | --------- | ------ |
| 20°  | (1)        | FFDF      | 3.406  |

Futebol Feminino
Ranking de clubes atualizado em 30 de novembro de 2022:
| Pos. | Comparação | Clube          | Pontos | Brasileirão 2023 |
| ---- | ---------- | -------------- | ------ | ---------------- |
| 12°  | (4)        | Minas Brasília | 6.176  | Série A2         |
| 13°  | (12)       | Real Brasília  | 5.608  | Série A1         |
| 20°  | (19)       | CRESSPOM       | 3.896  | Série A2         |
| 73°  | Estreia    | Legião         | 640    | Sem divisão      |

Ranking de federações atualizado em 30 de novembro de 2022:
| Pos. | Comparação | Federação | Pontos |
| ---- | ---------- | --------- | ------ |
| 4°   | (2)        | FFDF      | 18.448 |